# Gökmal
Gökmal, även göksynodontis (Synodontis multipunctatus) är en afrikansk fiskart i ordningen malartade fiskar som förekommer i Burundi, Kongo-Kinshasa, Tanzania och Zambia. Den är främst nattaktiv. Den kan bli upp till och 27,5 cm lång och blir vanligtvis inte äldre än 5,4 år gammal.